# Dumkibas
Dumkibas (en népalais : दुमिकिबास) est un comité de développement villageois du Népal situé dans le district de Nawalparasi. Au recensement de 2011, il comptait 11 050 habitants.